# Lincoln Corsair
La Lincoln Corsair è un'autovettura prodotta dalla casa automobilistica statunitense Lincoln a partire da agosto 2019.

## Descrizione
La vettura ha debuttato il 17 aprile 2019 al New York Auto Show. 
Il nome Corsair segue il nuovo filone di denominazione della casa statunitense, come avvenuto per la Lincoln Nautilus, Lincoln Aviator, Lincoln Continental e Lincoln Navigator. Il nome "Corsair" era stato già precedentemente utilizzato sui veicoli a marchio Ford, come la Corsair Edsel e la Ford Corsair.
La vendite negli USA sono iniziate nell'autunno del 2019.
Realizzata sul Pianale Ford C2, la vettura condivide alcune parti con la Ford Escape/Ford Kuga Mk2. I motori disponibili, tutti benzina e a quattro cilindri sono il 2,0 e 2,3 EcoBoost turbo e un 2,5 Duratec iVCT a ciclo Atkinson ibrido plug-in. La trazione è sia anteriore, che integrale. Su tutte le motorizzazioni è disponibile una trasmissione automatica CVT a 8 rapporti.